# Acide acéturique
Ne doit pas être confondu avec acide acéburique.
L'acide acéturique ou N-acétylglycine est un dérivé acétylé de l'acide aminé glycine. Ces sels sont appelés acéturates

## Synthèse
L'acide acéturique peut être préparé par chauffage de la glycine avec un petit excès d'anhydride acétique dans le benzène ou avec une quantité équimolaire d'anhydride acétique dans de l'acide acétique glacial i. e. pur

## Structure
La structure cristallographique de l'acide acéturique a été résolue. Celui-ci cristallise dans le groupe d'espace P21/c (no  14) avec les paramètres de maille a = 481,10(2) pm, b = 1150,30(5) pm, c = 976,60(4) pm, α = 90.00°, β = 97,864(2)°, γ = 90.00° et un nombre d'unités par maille , Z = 4.

## Utilisation et métabolisme
La N-acétylglycine est utilisé en recherche biologique de peptidomimétiques. Elle est utilisée comme blocage de l'extrémité N-terminale pour préparer des acides aminés et leurs analogues inhabituels, ainsi que des peptides modifiés. Les analogues N-substitués de la glycine sont largement utilisés pour les peptidomimétiques et la recherche sur les médicaments. Des quantités excessives d'acides aminés N-acétylés, y compris la N-acétylglycine (ainsi que la N-acétylsérine, la N-acétylglutamine, le N-acétylglutamate, la N-acétylalanine, la N-acétylméthionine et de plus petites quantités de N-acétylthréonine, N-acétyllaleucine, N-acétylvaline et N-acétylisoleucine) peuvent être détectés dans l'urine des personnes présentant un déficit en acylase I, une maladie génétique. Cette enzyme est impliquée dans la dégradation des protéines N-acylées. Les personnes atteintes par ce trouble subissent des convulsions, une perte auditive et des difficultés d'alimentation.